# Breakout (album)
Breakout je debutové album americké zpěvačky Miley Cyrusové. Vyšlo v roce 2008 na labelu Hollywood Records. Podle Miley Cyrusové bylo album inspirováno tím, co za poslední rok dělala. Spolupracovala na tvorbě všech písní kromě These Four Walls a Simple Song. Album debutovalo na prvním místě Billboard Hot 100 a v prvním týdnu se prodalo kolem 371 000 kopií, celkově pak 1 470 000.

## Seznam skladeb
1. Breakout - 3:26
2. 7 Things - 3:33
3. The Driveway - 3:45
4. Girl Just Wanna Have Fun - 3:06
5. Full Circle - 3:14
6. Fly on the Wall - 2:31
7. Bottom of the Ocean - 3:15
8. Wake Up America - 2:46
9. These Four Walls - 3:28
10. Simple Song - 3:32
11. Goodbye - 3:53
12. See You Again - 3:16